# Natsuko Asō
Natsuko Asō (麻生 夏子 Asō Natsuko?,  Tokio, Japón, 6 de agosto de 1990) es una cantante y actriz japonesa.

## Biografía
Asō comenzó su carrera interpretando el papel de Chisame en el drama Mahō Sensei Negima! y como miembro de la banda pRythme. Más adelante, apareció en una serie de dramas de televisión y al mismo tiempo comenzó una carrera musical como solista. Su sencillo Perfect Area Complete fue usado como tema de apertura para la serie de anime Baka to Test Shōkanjū'. Su canción Euruka Baby, fue elegida como tema de cierre en la segunda temporada de dicho anime, un programa transmitido en la televisión francesa Nolife. En 2010, fue invitada para formar parte de la Expo Japón 2010 en Francia. Natsuko fue invitada a Hyper Japón en febrero del 2012.

## Filmografía

### Dramas
- Kuroi Taiyō (2006)
- Black Sun (2006, TV Asahi) - Hiromi
- Mahō Sensei Negima!  (2007 - 2008, TV Tokio) - Chisame Hasegawa
- Saito (2008, NTV) - Gyaru
- The Tears Kiss (2008) - Meg
- Cat (2008, NHK) - Misaki
- Shōkōjo Seira (2009, TBS)
- Hitsudan Hostess (2010, MBS)
- Kamen Rider W (2010, TV Asahi) - Himeka Yukimura

#### Comerciales
- East Japan Railway Company
- MOS BURGER
- PSP
- SHARP

## Discografía

### Singles
1. "Brand-New World" publicado el 27 de mayo de 2009. Tema de cierre de Shin Mazinger Shōgeki! Z hen.[1]
2. "Programming For Non-Fiction" publicado el 23 de julio de 2009. Tema de apertura de Yoku Wakaru Gendai Mahō,[2] calificó #83 en la lista de sencillos de Oricon 3.[3]
3. "Perfect Area Complete!" Publicado el 27 de enero de 2010. Tema de apertura de Baka to Test to Shōkanjū,[4] calificó #18 en la lista de sencillos de Oricon 3.[3]
4. "Everyday Sunshine Line!" Publicado el 12 de mayo de 2010. Tema de cierre de Ichiban Ushiro no Dai Maō,[5] calificó #72 en la lista de sencillos de Oricon 3.[3]
5. "More-more Lovers!!" Publicado el 10 de noviembre de 2010. Tema de cierre de MM!.
6. "Diamond Star" (ダイヤモンドスター☆?) Publicado el de 9 de febrero de 2011. Tema de cierre de Cardfight!! Vanguard.
7. "Ren'ai Kōjō Committee" (恋愛向上committee?) Publicado el 9 de marzo de 2011. Tema de apertura de Baka to Test to Shōkanjū Matsuri.
8. "Eureka Baby" (エウレカベイビー?) Publicado el 20 de julio de 2011. Tema de cierre de Baka to Test to Shōkanjū 2!.
9. "Lovely Girls Anthem" Publicado el 8 de febrero de 2012. Tema de cierre de Detective Opera Láctea Holmes Act 2.
10. "Fighting Growing Diary" Publicado el 25 de julio de 2012. Tema de cierre de Cardfight!! Vanguard.
11. "Parade" Publicado el 24 de octubre de 2012

### Álbumes
1. Movement of Magic publicado el 4 de agosto , 2010.
2. Precious tone publicado el 26 de octubre , 2011.